# Aedeomyia
Aedeomyia is een muggengeslacht uit de familie van de steekmuggen (Culicidae).

## Soorten
- A. africana Neveu-Lemaire, 1906
- A. catasticta Knab, 1909
- A. furfurea (Enderlein, 1923)
- A. madagascarica Brunhes, Boussès & da Cunha Ramos, 2011
- A. pauliani Grjebine, 1953
- A. squamipennis (Lynch Arribálzaga, 1878)
- A. venustipes (Skuse, 1889)